# Parechthistatus chinensis
Parechthistatus chinensis är en skalbaggsart som beskrevs av Stefan von Breuning 1942. Parechthistatus chinensis ingår i släktet Parechthistatus och familjen långhorningar. Inga underarter finns listade i Catalogue of Life.